# Yttre-Jävreträsket
Yttre-Jävreträsket är en sjö i Piteå kommun i Norrbotten och ingår i Jävreåns huvudavrinningsområde. Sjön har en area på 0,492 kvadratkilometer och ligger 27 meter över havet. Sjön avvattnas av vattendraget Lillån.

## Delavrinningsområde
Yttre-Jävreträsket ingår i det delavrinningsområde (724559-176225) som SMHI kallar för Ovan 724462-176265. Medelhöjden är 40 meter över havet och ytan är 2,58 kvadratkilometer. Räknas de 2 avrinningsområdena uppströms in blir den ackumulerade arean 25,57 kvadratkilometer. Lillån som avvattnar avrinningsområdet har biflödesordning 2, vilket innebär att vattnet flödar genom totalt 2 vattendrag innan det når havet efter 8,2 kilometer. Avrinningsområdet består mestadels av skog (71 procent). Avrinningsområdet har 0,49 kvadratkilometer vattenytor vilket ger det en sjöprocent på 19,1 procent.